# Pablo Caballero González
Pablo Sebastian Caballero González (Minas, 21 gennaio 1987) è un ex calciatore uruguaiano, di ruolo centrocampista.

## Palmarès

### Club
- Campionato uruguaiano: 3

Nacional: 2005, 2005-2006, 2008-2009